# 오마치 쇼고
오마치 쇼고(일본어: 大町 将梧, 1992년 5월 4일 ~ )는 일본의 전직 축구 선수로 포지션은 공격수였으며 일본 대표팀과는 인연이 없었다.

## 선수 시절
1992년 5월 4일 일본 나가사키현 시마바라시 출생으로 2013년 츠바이겐 가나자와에 입단한 후 2015년까지 공식전 58경기 8골을 기록했고 특히 2014 시즌에서만 공식전 32경기 7골을 터뜨리며 J3리그 초대 챔피언 등극 및 차기 시즌 J2리그 승격을 이끌었다.
그 후 2016 시즌을 앞두고 4부 리그 격인 일본 풋볼 리그의 최강팀인 혼다 FC로 임대 이적한 뒤 완전 이적 이후 2020 시즌까지 5시즌동안 공식전 123경기 54골을 터뜨리며 팀의 일본 풋볼 리그 4연속 우승(2016, 2017, 2018, 2019)과 천황배 2회 연속 8강 진출(2019, 2020) 등을 이끌었고 2018 시즌 풋볼 리그에서는 29경기 18골을 터뜨리며 득점왕에 오르기도 했으며 2020 시즌 종료 후 7년간의 짧은 선수 생활을 마무리했다.

## 수상

### 클럽
츠바이겐 가나자와
- J3리그 : 우승 (2014)

혼다 FC
- 일본 풋볼 리그 : 우승 (2016, 2017, 2018, 2019), 4위 (2020)

### 개인
- 일본 풋볼 리그 득점왕 : 2018 (18골)